# Orectogyrus ochsi
Orectogyrus ochsi is een keversoort uit de familie van schrijvertjes (Gyrinidae). De wetenschappelijke naam van de soort is voor het eerst geldig gepubliceerd in 1938 door Guignot.